# Corea del Sud ai XXII Giochi olimpici invernali
La Corea del Sud ha partecipato ai XXII Giochi olimpici invernali, che si sono svolti dal 7 al 23 febbraio a Soči in Russia, con una delegazione composta da 71 atleti.

## Medaglie

### Medagliere per discipline
| Sport                   | Oro | Argento | Bronzo | Totale |
| ----------------------- | --- | ------- | ------ | ------ |
| Short track             | 2   | 1       | 2      | 5      |
| Pattinaggio di velocità | 1   | 1       | 0      | 2      |
| Pattinaggio di figura   | 0   | 1       | 0      | 1      |
| Totale                  | 3   | 3       | 2      | 8      |

### Medaglie d'oro
| Medaglia | Nome          | Sport                   | Evento                     |
| -------- | ------------- | ----------------------- | -------------------------- |
| Oro      | Lee Sang-hwa  | Pattinaggio di velocità | 500 m femminile            |
| Oro      | Park Seung-hi | Short track             | 1000 m femminile           |
| Oro      | Corea del Sud | Short track             | 3000 m staffetta femminile |

### Medaglie d'argento
| Medaglia | Nome          | Sport                   | Evento                          |
| -------- | ------------- | ----------------------- | ------------------------------- |
| Argento  | Kim Yu-na     | Pattinaggio di figura   | Singolo femminile               |
| Argento  | Corea del Sud | Pattinaggio di velocità | Inseguimento a squadre maschile |
| Argento  | Shim Suk-hee  | Short track             | 1500 m femminile                |

### Medaglie di bronzo
| Medaglia | Nome          | Sport       | Evento           |
| -------- | ------------- | ----------- | ---------------- |
| Bronzo   | Park Seung-hi | Short track | 500 m femminile  |
| Bronzo   | Shim Suk-hee  | Short track | 1000 m femminile |

### Plurimedagliati
| Nome          | Sport       | Oro | Argento | Bronzo | Totale |
| ------------- | ----------- | --- | ------- | ------ | ------ |
| Park Seung-hi | Short track | 2   | 0       | 1      | 3      |
| Shim Suk-hee  | Short track | 1   | 1       | 1      | 3      |

## Risultati

### Bob
La Corea del Sud ha qualificato nel bob due equipaggi nelle discipline maschili e uno in quella femminile, per un totale di dieci atleti, di cui otto uomini e due donne.
| Gara                   | Equipaggio                                            | 1ª manche | 2ª manche | 3ª manche | 4ª manche | Totale  | Posizione |
| ---------------------- | ----------------------------------------------------- | --------- | --------- | --------- | --------- | ------- | --------- |
| Bob a due femminile    | Kim Su-nok Shin Mi-hwa                                | 1'00"09   | 1'00"02   | 1'00"44   | 1'00"26   | 4'00"81 | 18        |
| Bob a due maschile     | Won Yun-jong Seo Young-woo                            | 57"41     | 57"20     | 57"58     | 57"08     | 3'49"27 | 18        |
| Bob a due maschile     | Kim Dong-hyun Jun Jung-lin                            | 57"78     | 57"76     | 57"73     | NQ        | 2'53"27 | 25        |
| Bob a quattro maschile | Won Yun-jong Jun Jung-lin Suk Young-jin Seo Young-woo | 56"12     | 55"97     | 56"25     | 55"88     | 3'44"22 | 20        |
| Bob a quattro maschile | Kim Dong-hyun Kim Sik Kim Kyung-hyun Oh Jea-han       | 56"98     | 56"77     | 56"89     | NQ        | 2'50"64 | 28        |

### Skeleton
La Corea del Sud ha qualificato nello skeleton due atleti, entrambi uomini.
| Gara             | Atleta       | 1ª manche | 2ª manche | 3ª manche | 4ª manche | Totale  | Posizione |
| ---------------- | ------------ | --------- | --------- | --------- | --------- | ------- | --------- |
| Singolo maschile | Yun Sung-bin | 57"54     | 57"02     | 57"90     | 57"11     | 3'49"57 | 16        |
| Singolo maschile | Lee Han-sin  | 58"41     | 58"12     | 58"64     | NQ        | 2'55"17 | 24        |

### Slittino
La Corea del Sud ha qualificato nello slittino un totale di quattro atleti, tre uomini e una donna.
| Gara              | Atleta                                                     | 1ª manche      | 2ª manche      | 3ª manche     | 4ª manche     | Totale   | Posizione |
| ----------------- | ---------------------------------------------------------- | -------------- | -------------- | ------------- | ------------- | -------- | --------- |
| Singolo femminile | Sung Eun-ryung                                             | 52"173         | 51"960         | 52"486        | 52"124        | 3'28"743 | 29        |
| Singolo maschile  | Kim Dong-hyeon                                             | 54"207         | 54"603         | 53"795        | 53"780        | 3'36"385 | 35        |
| Gara              | Atleta                                                     | 1ª manche      | 1ª manche      | 2ª manche     | 2ª manche     | Totale   | Posizione |
| Doppio            | Park Jin-yong Cho Jung-myung                               | 51”643         | 51”643         | 51”475        | 51”475        | 1'43”118 | 18        |
| Gara              | Atleta                                                     | Manche singolo | Manche singolo | Manche doppio | Manche doppio | Totale   | Posizione |
| Gara a squadre    | Sung Eun-ryung Kim Dong-hyeon Park Jin-yong Cho Jung-myung | 56"174         | 57"986         | 58"469        | 58"469        | 2'52"629 | 12        |